# ACE 억제제
안지오텐신 전환효소 억제제(영어: angiotensin-converting-enzyme inhibitor)는 고혈압, 울혈성 심부전의 1차 치료제로 쓰이는 약물 종류이다. ACE 억제제(영어: ACE inhibitor), 안지오텐신 전환효소 저해제, ACE 저해제라고도 한다.
이 그룹에 속한 약물은 혈관을 이완시키고 혈액의 부피를 낮춤으로서 혈압을 낮추고 심장의 산소 소모량을 감소시킨다. 약물들은 레닌 안지오텐신계의 중요한 요소인 안지오텐신 전환효소를 억제한다.
자주 처방되는 ACE 억제제로는 페린도프릴, 캡토프릴, 에날라프릴, 리시노프릴, 라미프릴이 있다.

## 의학적인 사용
ACE 억제제는 처음에 고혈압 치료제로 승인되었으며, 단독으로 또는 다른 고혈압 치료제와 같이 사용되고 있다. 후에 다른 심혈관질환 및 신장질환에도 효능이 있음이 알려졌다.
ACE 억제제가 사용되는 심혈관질환 및 신장질환
- 급성 심근 경색 (심장 마비)
- 심부전 (좌심실 수축기 기능 장애)
- 당뇨로 인해 신장에 발생하는 장애 (당뇨성 신병증)

심장 질환의 치료에서, ACE 억제제는 일반적으로 다른 약물과 함께 사용된다. 전형적인 치료 계획은 개별환자의 필요에 따라 조정되며, ACE 억제제를 포함한 베타 차단제, 질산염 및 칼슘 통로 차단제를 조합한다. ACE 억제제는 또한 만성 신부전 및 신장조직의 경화증에도 사용된다.

## 활성 메카니즘
ACE 억제제는 인슐린 저항성의 일부나 신장질환의 증상으로 나타나는 당뇨병 환자의 고혈압 발전과정의 첫 원인인 레닌-안지오텐신-알도스테론계(RAAS)의 활성을 감소시킨다.

### 레닌-안지오텐신-알도스테론계

레닌-안지오텐신-알도스테론계

혈압을 유지하는 매커니즘 중 하나는 신장세포(방사구체장치)에서 분비되는 레닌 단백질에 의한 매커니즘이다. 또한 이 매커니즘은 안지오텐신이라는 단백질을 만든다. 이 시스템은 혈압강하 및 염분-수분 불균형에 의해 활성화된다. 예를 들면, 신장 원위세뇨관의 나트륨 농도 감소, 혈액 부피의 감소, 교감신경에 의한 신장 자극이 있다. 이러한 상황하에서, 신장은 레닌을 분비하고 레닌은 효소로 작용해 간에서 생성되어 혈액 내 존재하는 안지오텐신의 첫 아미노산 잔기 10개를 자른다. 이 아미노산 잔기 10개는 안지오텐신 I으로 알려져 있다. 안지오텐신 전환효소는 2개의 아미노산 잔기를 더 잘라내어 안지오텐신 I을 안지오텐신 II로 전환시킨다. 안지오텐신 II는 폐순환 및 많은 혈관의 내피세포에서 발견된다. 이 시스템은 안지오텐신 자체가 강력한 혈관수축제이지만, 신체 내 염분량과 수분량을 증가시킴으로써 혈압을 올린다.

### 영향
ACE 억제제는 안지오텐신 I이 안지오텐신 II로 변환되는 것을 막는다. ACE 억제제는 그럼으로써 소동맥 저항을 낮추고 정맥의 용량를 증가시킨다. 또한 심박출량, 심계수, 심장박동, 1회박출량를 낮추고 신장 내 혈관의 저항을 낮추며, 소변을 통한 나트륨 배출을 증가시킨다. 레닌 단백질은 안지오텐신 I을 안지오텐신 II로 변환되는 과정에서 생기는 부정적인 피드백의 결과로 혈액 내 농도가 증가한다. 안지오텐신 I은 같은 이유로 혈액 내 농도가 증가하며, 안지오텐신 II와 알도스테론은 감소한다. 브래디키닌은 안지오텐신 전환효소의 불활성화가 감소함으로 인해 증가한다.
일반적인 조건에서, 안지오텐신 II는 다음과 같은 효능을 갖는다.
- 안지오텐신 II에 의한 혈관수축과 혈관평활근의 비대는 혈압 상승과 고혈압을 일으킨다. 더 나아가, 신장의 수출소동맥의 수축은 사구체의 관류압을 증가시킨다.
- 안지오텐신 II는 원암유전자 c-fos, c-jun, c-myc 및 TGF-B의 자극으로 섬유화와 세포자살이 일어남을 통해 심실 리모델링과 심실비대를 일으킨다. 안지오텐신 II의 부신피질 자극으로 인한 알도스테론 방출은 나트륨 이온 및 염소 이온의 보존과 칼륨 이온의 배출을 일으킨다. 나트륨은 '수분을 붙잡아두는' 이온으로 수분이 몸속에 남아 혈액의 부피를 증가시키고 혈압을 올리게 된다.
- 뇌하수체 자극으로 인한 바소프레신(ADH) 분비는 신장의 수분배출을 감소시킨다. 만약 심부전 상태에서 ADH의 분비가 과도하다면, 혈장 내 나트륨 이온 농도는 감소하게 되며 이는 심부전 환자의 사망 위험이 증가한다는 의미이다.
- 신장단백질 키네이스C 의 감소

ACE 억제제의 사용은 안지오텐신 II의 생산을 감소시키며 이는 혈압을 감소시킨다.
역학 및 임상연구 결과 ACE 억제제는 혈압강하 효과와 독립적으로 당뇨병성 신병증의 진행을 늦추는 것이 밝혀졌다. ACE 억제제의 이러한 작용은 당뇨병성 신부전을 예방하는데 사용된다.

## 부작용
일반적인 약물 유해반응으로는 다음과 같다.
- 저혈압, 기침, 고칼륨 혈증, 두통, 현기증, 피로, 메스꺼움, 신장 손상[6][7]

ACE 억제제는 안지오텐신 전환효소 억제로 인한 브래디키닌 증가로 염증과 관련된 통증을 증가시킬 수 있다.
안지오텐신 전환효소를 억제하면서 나타나는 주요한 부작용은 약리작용을 통해 이해할 수 있다. 다른 부작용으로는 간독성 및 태아에 영향을 줄 수 있다는 점이 보고되었다.
신장 손상은 ACE 억제제가 효능을 발휘하는 매커니즘에서 올 수 있는 중요한 잠재적인 부작용이다. 환자들은 ACE 억제제 복용을 시작함에 있어 보통 사구체 여과율(GFR)의 완만한 감소가 발생할 수 있고 며칠 뒤 안정된다. 그러나 이러한 감소는 신장관류가 감소된 조건, 예를 들어 신동맥 협착, 심장 부전, 다낭성 신장 질환, 또는 부피 감소가 일어난 경우에 있어 중요하다. 이러한 환자들에게 사구체 여과율의 유지는 안지오텐신 II에 의존하는 원심성 혈관운동긴장에 달려있다. 그러므로 ACE 억제제 복용을 시작한 첫 며칠 간 신장관류가 저하된 환자들의 신장기능은 면밀히 관찰되어야 한다. 혈장 크리아티닌이 30% 미만으로 증가하는 정도의 완만한 신장 기능의 저하는 남은 신장 기능이 충분하다고 생각된다면 치료효과로 받아들여질 수 있다. 이 문제는 비스테로이드성 항염증제(NSAID)와 이뇨제를 복용하는 환자에게 중요하다. 이 세 종류의 약물을 같이 복용할때, 신부전이 발병할 위험이 현저히 증가한다.
ACE 억제제가 알도스테론에 영향을 미치기 때문에 고칼륨혈증 또한 다른 부작용으로 나타날 수 있다. 앤지오텐신 II의 억제는 알도스테론 수치를 감소시킨다. 알도스테론은 칼륨 배출을 증가시키기 때문에 ACE 억제제는 칼륨 이온이 체내에 남아있도록 만든다. 그러나 몇몇 사람들은 ACE 억제제를 복용함에도 칼륨 이온을 지속적으로 배출할 수 있다. 고칼륨혈증은 심장 조직을 포함한 신경과 근육의 자극 전달 속도를 감소시킬 수있다. 이는 심장기능의 이상과 근육약화, 감각 이상, 메스꺼움, 설사 등의 신경과 근육의 이상을 일으킨다. ACE 억제제를 복용하는 환자 중 고칼륨혈증 위험을 가진 환자는 칼륨 이온 수치의 면밀한 모니터링이 필요하다.
다른 레닌-안지오텐신계 억제제가 가지고 있지 않은 ACE억제제가 가지는 다른 부작용으로는 브래디키닌 수치 증가가 있다. 브래디키닌 수치가 증가로 마른 기침, 혈관부종 및 발진, 저혈압 그리고 염증관련 통증이 발생할 수 있다.
비록 마른 기침을 발생시키는데 있어 브래디키닌의 역할에 대한 논쟁은 있어왔지만, 지속적인 마른 기침은 ACE 억제제의 사용으로 인한 브래디키닌 수치의 증가로 나타나는 보통의 부작용이다. 마른기침을 경험한 환자들은 자주 앤지오텐신 II 수용체 길항제로 약을 바꾼다.
일부 환자들은 브래디키닌 수치의 증가로 인해 혈관 부종이 생긴다. 유전적인 소인으로 인해 브래디키닌 분해 속도가 평균보다 느린 경우 이 부작용이 발생할 수 있다.
발진과 미각이상이 다른 ACE억제제에서는 드물지만 캡토프릴에서 더 잘 나타나는 이유는 캡토프릴 구조 내 설피드릴기에 의해 나타나기 때문이다. 이는 비록 신장 신티그램촬영에서 사용되고 있긴 하지만 의료현장 내 캡토프릴의 사용을 줄였다.
임신한 여성에게 있어, 임신 3개월 내 복용한 환자에게서 선천성 기형, 사산 및 신생아 사망을 일으킨다고 보고되었다. 일반적으로 저혈압, 신장 발육 이상, 무뇨/핍뇨, 양수 과소증, 자궁 내 성장 지연, 폐 형성 부전, 동맥관 개존증, 두개골의 불완전 골화를 포함한 태아의 이상이 보고된다. ACE 억제제에 노출된 전체 신생아중 절반이 부정적인 영향을 받는다.
신종 코로나바이러스 감염증(코로나19)이 ACE(Angiotensin Converting Enzyme)억제제나 ARB(angiotensin II receptor blocker)를 복용하는 고혈압 환자에게 더 위험할 수 있어 주의해야 한다는 지적이 나왔다.

## 예
ACE 억제제는 분자구조에 따라 3개의 그룹으로 나뉜다.

### 설피드릴을 포함한 약제
- 캡토프릴 (상품명 Capoten), 최초의 ACE 억제제
- 조페노프릴

### 디카복실레이트를 포함한 약제
이 그룹은 가장 많은 약제를 포함한다.
- 에날라프릴 (상품명 Vasotec/Renitec)
- 라미프릴 (상품명 Altace/Prilace/Ramace/Ramiwin/Triatec/Tritace)
- 퀴나프릴 (상품명 Accupril)
- 페린도프릴 (상품명 Coversyl/Aceon/Perindo)
- 리시노프릴 (상품명 Listril/Lopril/Novatec/Prinivil/Zestril)
- 베나제프릴 (상품명 Lotensin)
- 이미다프릴 (상품명 Tanatril)
- 트란돌라프릴 (상품명 Mavik/Odrik/Gopten)
- 실라자프릴 (상품명 Inhibace)

### 포스포네이트를 포함한 약제
- 포시노프릴 (상품명 Fositen/Monopril)

## 비교 정보

### 고혈압의 치료에 사용되는 ACE 억제제의 동등한 용량
ACE 억제제는 약물에 따라 서로 다른 강도와 서로 다른 시작 용량을 가진다. 투여량은 임상적인 반응에 따라 조정되어야 한다.
| 고혈압 치료에 쓰이는 ACE 억제제의 용량         | 고혈압 치료에 쓰이는 ACE 억제제의 용량 | 고혈압 치료에 쓰이는 ACE 억제제의 용량 | 고혈압 치료에 쓰이는 ACE 억제제의 용량 | 고혈압 치료에 쓰이는 ACE 억제제의 용량 | 고혈압 치료에 쓰이는 ACE 억제제의 용량 |
|                                                |                                        |                                        | 용량                                   | 용량                                   | 용량                                   |
| ---------------------------------------------- | -------------------------------------- | -------------------------------------- | -------------------------------------- | -------------------------------------- | -------------------------------------- |
| 참고: bid = 하루 2번, tid = 하루 3번, d = 하루 |                                        |                                        |                                        |                                        |                                        |
| 이름                                           | 하루 등가 복용량                       |                                        | 시작                                   | 보통                                   | 최대                                   |
| 베나제프릴                                     | 10 mg                                  |                                        | 10 mg                                  | 20–40 mg                               | 80 mg                                  |
| 캡토프릴                                       | 50 mg (25 mg bid)                      |                                        | 12.5–25mg bid-tid                      | 25–50 mg bid-tid                       | 450 mg/d                               |
| 에날라프릴                                     | 5 mg                                   |                                        | 5 mg                                   | 10–40 mg                               | 40 mg                                  |
| 포시노프릴                                     | 10 mg                                  |                                        | 10 mg                                  | 20–40 mg                               | 80 mg                                  |
| 리시노프릴                                     | 10 mg                                  |                                        | 10 mg                                  | 10–40 mg                               | 80 mg                                  |
| 모엑시프릴                                     | 7.5 mg                                 |                                        | 7.5 mg                                 | 7.5–30 mg                              | 30 mg                                  |
| 페린도프릴                                     | 4 mg                                   |                                        | 4 mg                                   | 4–8 mg                                 | 16 mg                                  |
| 퀴나프릴                                       | 10 mg                                  |                                        | 10 mg                                  | 20–80 mg                               | 80 mg                                  |
| 라미프릴                                       | 2.5 mg                                 |                                        | 2.5 mg                                 | 2.5–20 mg                              | 20 mg                                  |
| 트란돌라프릴                                   | 2 mg                                   |                                        | 1 mg                                   | 2–4 mg                                 | 8 mg                                   |
| 이미다프릴                                     | 5 mg                                   |                                        | 5 mg                                   | 10 mg                                  | 20 mg                                  |

## 같이 보기
- 인지오텐신 II 수용체 길항제
- 고리 이뇨제 (울혈성 심부전 치료에 사용)
- 레닌 억제제